# Clelia Grillo Borromeo
Clelia Grillo Borromeo (* 29. Juni 1684 in Genua; † 23. August 1777 in Mailand) war eine italienische Adelige.

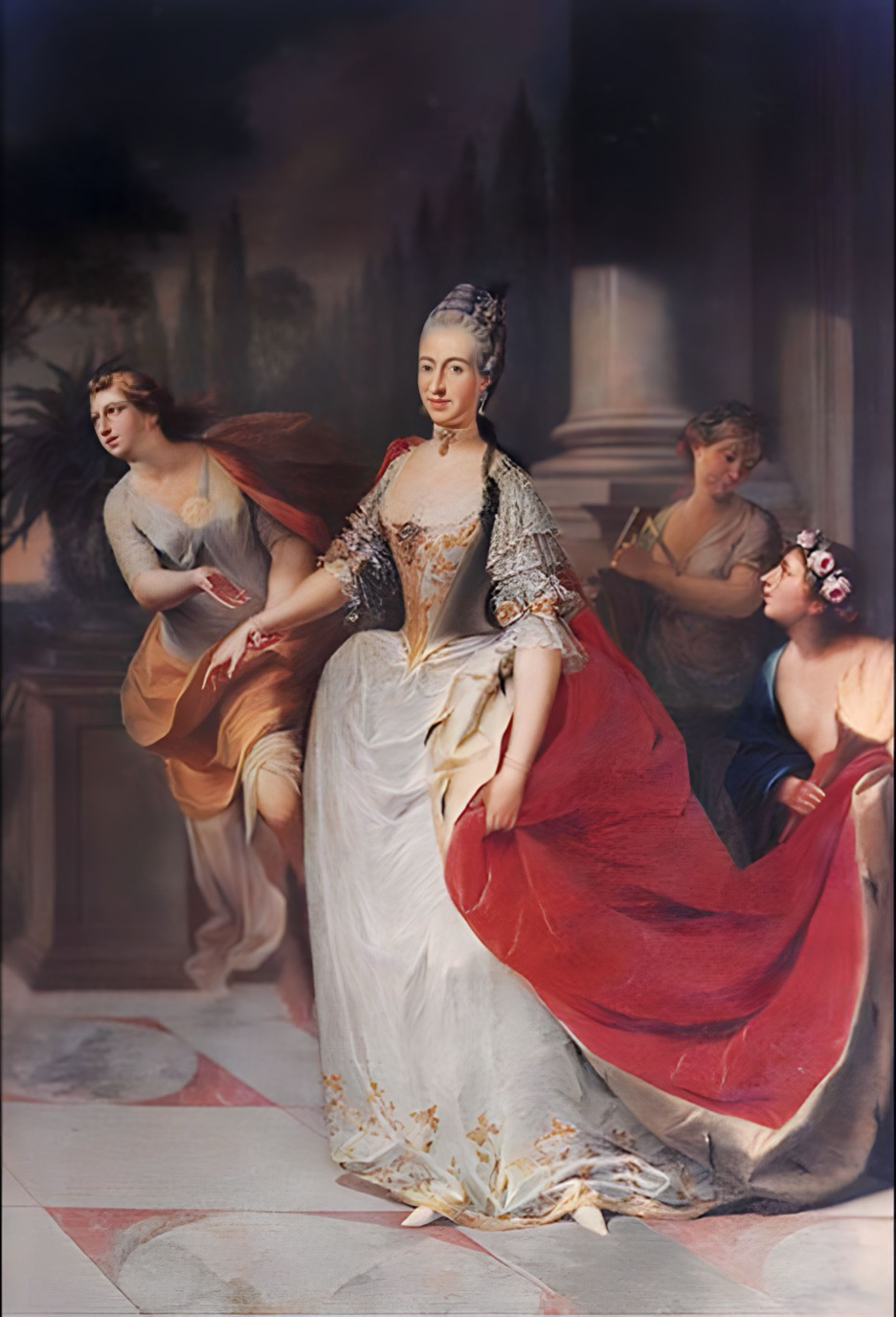
Clelia Grillo Borromeo

## Leben
Clelia wurde in Genua in eine bekannte Patrizierfamilie geboren, die mit berühmten europäischen Familien verwandt war. Sie war die Tochter von Marcantonio Grillo, Herzog von Mondragone und Marchese von Clarafuente, und der Marquesa Maria Antonia Imperiali. Von ihrer Ausbildung ist nur bekannt, dass sie diese im Kloster der Misericordia erhielt.
Clelia heiratete am 8. März 1707 den Grafen Giovanni Benedetto Borromeo Arese, mit dem sie 8 Kinder hatte, und war lange Zeit ein Dreh- und Angelpunkt des Mailänder Adels. Mehrere Jahrzehnte lang unterhielt sie in ihrem eigenen Palast in der Via Rugabella, einen der wichtigsten Salons in Mailand, der als „Academia Cloelia Vigilantium“ bekannt war. Sie legte großen Wert auf die freien Künste, mit dem Unterschied, dass die Marquesa Borromeo einen echten Hang für die Wissenschaft hatte, so dass dort Experimente durchgeführt wurden, an denen der berühmteste Besucher des Hauses, der Naturforscher Antonio Vallisneri, teilnahm. Die Marquesa selbst war eine große Liebhaberin der Naturwissenschaften und der Mathematik und beherrschte Latein, Griechisch und Arabisch ausgezeichnet.
Sie interessierte sich sowohl für Kunst als auch für Religion und gab persönlich die Statue der Schmerzensmutter in Auftrag, die im Beinhaus der Mailänder Kirche San Bernardino alle Ossa aufgestellt werden sollte.

## Abwendung vom Habsburgerreich
Im Laufe der Zeit spielte der Salon jedoch auch eine zunehmend starke politische Rolle, dass Maria Theresia von Habsburg sich Sorgen machte. Im Palast versammelten sich aristokratische Aktivisten, die die österreichische Regierung stürzen und nach Spanien überlaufen wollten. Der wichtigste Akteur in dieser Hinsicht war der Graf Giulio Antonio Biancani, den Clelia in ihrem eigenen Haus zu verstecken versuchte und dem sie bei Ausbruch der theresianischen Verfolgung zur Flucht verhalf. Er wurde jedoch entdeckt, verhaftet und enthauptet. Clelia bezahlte einen hohen Preis für ihr pro-spanisches Engagement: Maria Theresia verbannte sie nach Gorizia und enteignete viele ihrer Besitztümer und Privilegien. Nachdem sich Maria Theresia in Anbetracht ihrer Verwandtschaft, ihres Ranges und des Mangels an wirklichen Beweisen beruhigt hatte, kehrte Clelia nach Mailand zurück und eröffnete auch ihren Salon wieder.
Clelia starb in der Nacht des 23. August 1777, im Alter von 93 Jahren, und wurde in der Stiftskirche von Santa Maria Podone beigesetzt.